# I. e. 333
Évszázadok: i. e. 5. század – i. e. 4. század – i. e. 3. század
Évtizedek: i. e. 380-as évek – i. e. 370-es évek – i. e. 360-as évek – i. e. 350-es évek – i. e. 340-es évek – i. e. 330-as évek – i. e. 320-as évek – i. e. 310-es évek – i. e. 300-as évek – i. e. 290-es évek – i. e. 280-as évek
Évek: i. e. 338 – i. e. 337 – i. e. 336 – i. e. 335 –  i. e. 334 – i. e. 333 – i. e. 332 – i. e. 331 – i. e. 330 – i. e. 329 – i. e. 328

## Események

### Makedónia
- Nagy Sándor meghódítja Kis-Ázsia nyugati részét, legyőzi Lükia és Piszidia hegyi törzseit.
- III. Dareiosz perzsa király kivégezteti Kharidemosz görög zsoldosvezért, mert az kétségbe vonta előkészületei alaposságát az újabb, makedónokkal való összecsapás előtt.
- Nagy Sándor Kilikiában az isszoszi csatában legyőzi a perzsákat. Dareiosz elmenekül maga mögött hagyva feleségét, lányait, anyját és kincstárát. Nagy Sándor elfogja a királyi családot és rangjuknak megfelelően bánik velük.
- Nagy Sándor az újonnan meghódított Lükia és Pamphülia élére Nearkhoszt, Frígia élére pedig Antigonoszt nevezi ki.
- A makedónok dél felé fordulnak, hogy a perzsa flottát elvágják szíriai és föníciai kikötőitől. A föníciai Marathosz és Aradosz városok ellenállás nélkül megadják magukat. Parmeniónt előreküldik, hogy foglalja el Damaszkuszt.
- Büblosz és Szidón elfoglalása után Nagy Sándor ostrom alá veszi Türoszt. Dareiosz békét ajánl, de Nagy Sándor teljes megadást követel.

## Róma
- A járvány és a rossz jósjelek miatt nem választanak consulokat, Publius Cornelius Rufinus marad a dictator.[1]

## Halálozások
- Kharidemosz, görög zsoldosvezér
- Rodoszi Memnón, görög zsoldosvezér

## Fordítás
- Ez a szócikk részben vagy egészben  a(z)   333 BC című angol Wikipédia-szócikk ezen változatának fordításán alapul.  Az eredeti cikk szerkesztőit annak laptörténete sorolja fel. Ez a jelzés csupán a megfogalmazás eredetét és a szerzői jogokat jelzi, nem szolgál a cikkben szereplő információk forrásmegjelöléseként.